# Ettore Cunial
Pour les articles homonymes, voir Cunial.
Ettore Cunial, né le 16 novembre 1906 à Possagno en Italie et mort le 6 octobre 2005 à Castelfranco Veneto en Italie, est un archevêque catholique italien du XXe siècle. 

## Biographie
Ettore Cunial, né à Possagno, est cousin de Mgr Antonio Cunial, évêque de Lucera de 1963 à 1970 et évêque de Vittorio Veneto de 1970 à 1982.

### Formation et ministère sacerdotal
Après ses études élémentaires à l'Institut Cavanis de Possagno, il entre au séminaire au sein du diocèse de Trévise pour ses études dans le but du sacerdoce.
Le 7 juillet 1929, il est ordonné prêtre en l'église Saint-Nicolas à Trévise par l'évêque Andrea Giacinto Longhin. Il prend la responsabilité de la paroisse de Mogliano Veneto puis de San Dona di Piave. Il est ensuite affecté à Rome où il est chargé de la pastorale. Là-bas, il fait face à la pauvreté des habitants. Interviewé à ce propos à l'occasion du cinquantième anniversaire de son ordination épiscopale, il rappela : « Nous avons utilisé une écurie pour célébrer la messe, tous étaient dans le besoin d'argent, tous avaient faim. »
En 1938, après quatre ans comme recteur du séminaire, le cardinal Francesco Marchetti Selvaggiani, vicaire général de Sa Sainteté pour le diocèse de Rome, le nomme pasteur de Sainte-Lucie à la rocade Clodia, dans le quartier de Prati, une paroisse nouvellement créée. Il y soignait 20.000 habitants auxquels il consacra toutes ses énergies. Il fonde quatre organismes de bienfaisance afin d'aider la population. Éprit d'affection pour lui, les habitants le surnommèrent affectueusement « don Ettore ». Au cours de la Seconde Guerre mondiale, il cache des Juifs dans les locaux de l'église, ce qui lui valut de recevoir le titre de Justes parmi les Nations.

### Ministère épiscopal
Le 11 avril 1953, le pape Pie XII le nomme évêque auxiliaire de Rome et archevêque titulaire de Soteropolis (de). Il est consacré le 17 mai suivant par le cardinal Clemente Micara, vicaire général du diocèse de Rome. Il prend part à toutes les sessions du Concile Vatican II.
Le 19 décembre 1972, le pape Paul VI accepte sa démission et le nomme vice-chambellan de la Chambre apostolique quelques jours suivants.
Le 23 octobre 2004, le pape Jean-Paul II accepte sa démission. Après la mort du cardinal Corrado Bafile, il devient le plus ancien évêque catholique du monde.
En juin suivant, il quitte Rome et retourne dans ville natale, à Possagno. Il est mort subitement à l'hôpital de Castelfranco Veneto, dans la soirée du jeudi 6 octobre 2005, six semaines seulement avant son centième anniversaire. Il est enterré dans la tombe familiale au cimetière municipal de Possagno.